# Eriosema quarrei
Eriosema quarrei är en ärtväxtart som beskrevs av Baker f. Eriosema quarrei ingår i släktet Eriosema och familjen ärtväxter. Inga underarter finns listade i Catalogue of Life.